# P4P
P4P es el acrónimo para Proactive network Provider Participation for P2P (Participación activa del proveedor de red en P2P). 
Es el siguiente paso en el desarrollo de servicios P2P, ya que permite minimizar el número de saltos requeridos para las transferencias de archivos, eligiendo los pares más cercanos al usuario (pertenecientes al mismo proveedor) en primer lugar.
P4P no es un protocolo P2P, sino un medio para que los proveedores de Internet optimicen el tráfico de las redes P2P de sus usuarios.
Existe un grupo de trabajo que está definiendo exactamente este proceso: P4P Working Group.
También es denominado P2P Híbrido.
Dos grandes proveedores de telecomunicaciones se han mostrado interesados en esta tecnología hasta el momento: Telefónica y Verizon
Los participantes activos al minuto de la creación del grupo son:

Active participants include Abacast, AHT International, Alcatel-Lucent, Allsii, Andolis, Arrisi, AT&T, Bell Labs, BitTorrent, Bezeq International, Camiant, China Mobile, Cisco Systems, CloudShield, Comcast, Conviva, Digimeld, Digital Containers, Dow Lohnes, France Telecom, Fujin Technologies, GridNetworks, Huawei, Immedia Semiconductor, Itiva, Joost, Juniper Networks, Kontiki, Level 3 Communications, LimeWire, LiveStation, Manatt, mBit, Microsoft, Nokia, Orange, Oversi, Pavlov Media, PeerApp, PeeringPortal, PPLive, Qwest, RawFlow, Solid State Networks, Sprint, Telecom Italia, Telefonica Group, Telstra, Thomson, University of Toronto, Velocix, VeriSign, Vuze, University of Washington, Yahoo, and Yale University Laboratory of Networked Systems (LANS).

## Neutralidad de la Red
El P4P genera ciertos recelos en la comunidad de internautas ya que gracias a esta tecnología los ISP pueden hacer negocio, no solo de ofrecer la conexión a internet a los usuarios, sino también de los contenidos que viajan por dicha red. 
Esta posibilidad puede suponer que las mismas ISPs discriminen a favor del tráfico que les es más rentable.